# Creamy
Creamy foi uma dupla musical dinamarquêsa de bubblegum dance formada em 1999 pelas cantoras Rebekka Mathew e Rannva Joensen. A dupla é mais conhecida pelas suas canções "Help! I'm a Fish", "I Do, I Do, I Do" e "Den Bedste Jul I 2000 År" de grande notoriedade mundial. Em 1999, Creamy lança seu álbum de estreia com o mesmo nome da dupla e foi feito quando as membros tinha apenas treze anos de idade.
"We Got The Time" (o segundo álbum de creamy) foi muito bem sucedido em todo o mundo. Muitas das músicas incluídas no álbum foram usadas em DDR e outros jogos de dança, que foram populares no Japão. O grupo tornou-se famoso pela música "Help! I'm A Fish (Little Yellow Fish)" que foi incluído como a música principal no conhecido filme animado do mesmo nome. O girl group Little Trees também gravaram uma versão desta música para o filme.

## Discografia

### Álbuns
- 1999 - "Creamy"[3]
- 2000 - "We Got the Time"
- 2001 - "Christmas Snow"

### Single
- "Krabbesangen" (1999)
- "Den Bedste Jul I 2000 År" (1999)
- "I Do, I Do, I Do" (2000)
- "Help! I'm a Fish (I'm a Little Yellow Fish)" (2000)
- "Little Kitty" (2000)
- "Neverending Story" (2001)
- "See The Snowflakes Falling Down" (2001)